# Itálie na Zimních olympijských hrách 1984
Itálii na Zimních olympijských hrách 1984 reprezentovalo 74 sportovců, z toho 59 mužů a 15 žen ve 9 sportech.

## Medailisté
| Medaile | Jméno              | Sport           | Disciplína       |
| ------- | ------------------ | --------------- | ---------------- |
| Zlato   | Paoletta Magoniová | Alpské lyžování | Ženy slalom      |
| Zlato   | Paul Hildgartner   | Saně            | Muži jednotlivci |